# KGM Actyon
KGM Actyon  (укр.: КГ Мобіліті Актіон) — кросовер, який випускається з 2024 року компанією KG Mobility.. 

## Історія та опис моделі

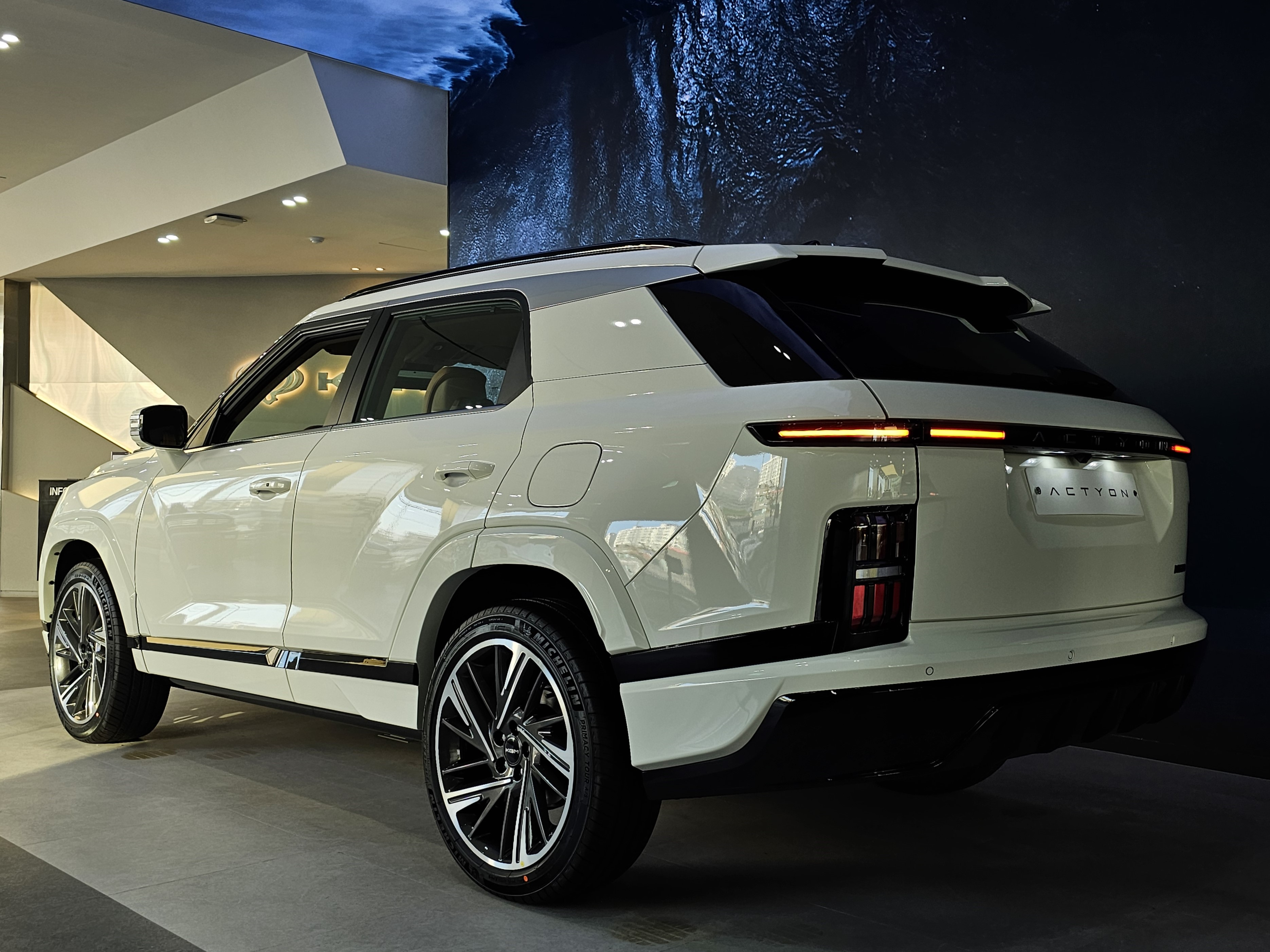

Наприкінці липня 2024 року компанія KG Mobility представила першу модель, яка розширила модельний ряд після зміни назви роком раніше. Модель KGM Actyon повернула собі назву, яка вперше була присвоєна моделі, що випускалася з 2005 по 2018 рік. Як і оригінал, KGM Actyon придбав концепцію «позашляховика-купе», з пологою лінією даху та гостро нахиленим заднім склом.
Прародителем KGM Actyon став KGM Torres, з яким Actyon поділяє безліч стилістичних особливостей, пропорцій, передніх дверей та колісну базу. Передній бампер був перероблений з повністю світлодіодним освітленням, яке було посилене додатковою світловою смугою, тоді як задні двері мають характерну товсту задню стійку.

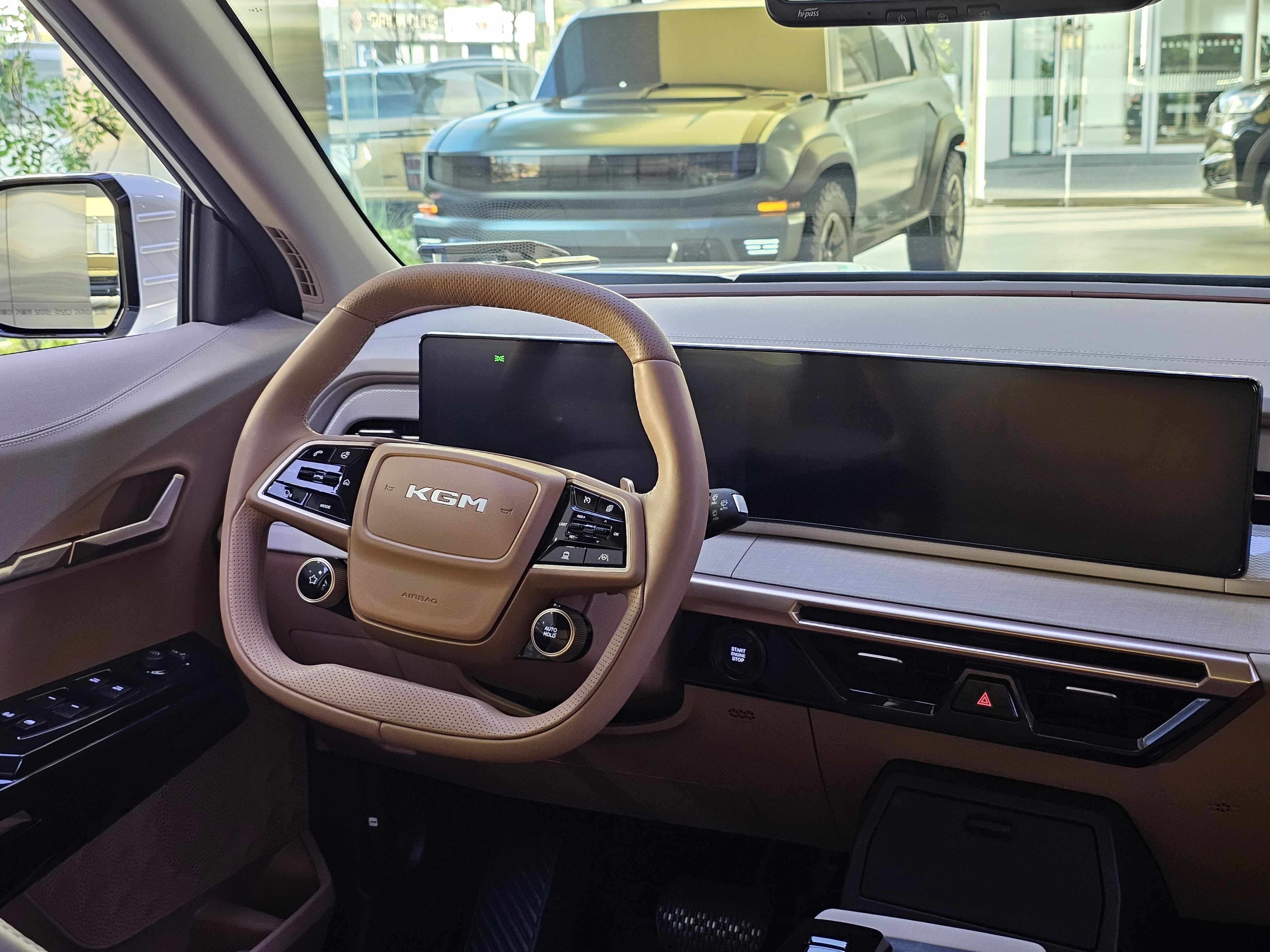

Оздоблення салону має світлі тони, а дизайн розроблений у стилі Torres. Високий тунель має характерну щілину перед панеллю приладів, рульове колесо має плескату нижню частину, а годинник і мультимедійна система утворені 12,3-дюймовими дисплеями.
KGM Actyon оснащений 1,5-літровим бензиновим двигуном із турбонаддувом потужністю 163 к.с. у парі з шестиступінчастою автоматичною трансмісією. Привід подається на передню вісь.

### Продажі
KGM Actyon поставляється на глобальні ринки, в першу чергу, на південнокорейський ринок. Менш ніж за місяць після презентації в липні всього було знайдено 35000 покупців, після чого був опублікований офіційний прайс-лист.

### Двигун
- e-XGi 150T I4 Turbo 1.5L 163 к.с.